# أتيلا مارتون
أتيلا مارتون (بالمجرية: Márton Attila)‏ هو سياسي مجري، ولد في 14 مارس 1963 في دبرتسن في المجر. حزبياً، نشط في فيدس – الاتحاد المدني المجري. وقد انتخب عضو الجمعية الوطنية المجرية.